# 日本抗争烈島 牙の如く
『日本抗争烈島 牙の如く』（にほんこうそうれっとう きばのごとく）は、2001年9月14日に発売された日本のオリジナルビデオ。東映ビデオ製作。

## キャスト
- 真壁光秀：木村一八
- 明神喜一郎：小沢仁志
- 水野彰英：哀川翔
- 岸本祐二
- 川本淳市
- 宮本大誠
- 菅原加織
- 山田辰夫
- 堀田真三
- 古井榮一
- 須藤正裕
- 小林滋央
- シーザー武志
- 真壁光泰：室田日出男
- 津久井要蔵：菅原文太

## スタッフ
- 監督：伊藤秀裕
- 原案・脚本：武知鎮典
- 企画：土川勉、武内健、武知鎮典